# Polibi (llibert)
Polibi  (en llatí Polybius, en grec Πολύβιος) va ser un llibert de l'emperador Claudi, i company d'estudis de l'emperador.
Va ser molt afavorit per Claudi que una vegada fins i tot li va permetre caminar entre els dos cònsols. En ocasió de la mort del seu germà, Sèneca li va dirigir una Consolatio, on elogia els coneixements literaris de Polibi. Era un dels amants de Valèria Messalina, la dona de Claudi, i per causa de les intrigues d'ella, va acabar condemnat a mort i executat.